# Championnat de Guinée de football 2024-2025
Navigation
Ligue 1 2023-2024 Ligue 1 2025-2026
La saison 2024-2025 de Ligue 1 est la 61e édition du championnat de Guinée de football. La compétition rassemble les 14 meilleurs clubs de football de Guinée. Milo FC défend le titre acquis la saison précédente.

## Équipes participantes
- Hafia FC
- Horoya AC
- Milo Football Club
- Académie SOAR
- CI Kamsar
- Flamme Olympique FC
- Renaissance FC
- ASM Sangarédi
- Wakriya Athletic Club
- AS Kaloum Star
- AS Ashanti Golden Boys
- Loubha FC
- RCC Kamsar  - promu de d2
- Guinée Foot Elite  - promu de d2

## Déroulement de la saison
Le Horoya AC termine à la première place du championnat en fin de saison et remporte le 21e titre de champion de Guinée de son histoire.

## Compétition

### Règlement
Le classement est calculé avec le barème de points suivant : une victoire vaut trois points, le match nul un. La défaite ne rapporte aucun point.
Le règlement se présente donc ainsi :
1. plus grand nombre de points ;
2. plus grande différence de buts générale ;
3. plus grand nombre de points dans les confrontations directes ;
4. plus grande différence de buts particulière ;
5. plus grand nombre de buts dans les confrontations directes ;
6. plus grand nombre de buts à l'extérieur dans les confrontations directes ;
7. plus grand nombre de buts marqués ;
8. plus grand nombre de buts marqués à l'extérieur ;
9. plus grand nombre de buts marqués sur une rencontre de championnat.

### Classement
| \| Rang \| Équipe \| Pts \| J \| G \| N \| P \| Bp \| Bc \| Diff \| \| ---- \| ---------------------- \| --- \| -- \| -- \| -- \| -- \| -- \| -- \| ---- \| \| 1 \| Horoya AC \| 55 \| 26 \| 16 \| 7 \| 3 \| 40 \| 13 \| +27 \| \| 2 \| Hafia FC \| 45 \| 26 \| 12 \| 9 \| 5 \| 36 \| 18 \| +18 \| \| 3 \| Renaissance FC \| 43 \| 26 \| 11 \| 10 \| 5 \| 26 \| 17 \| +9 \| \| 4 \| AS Ashanti Golden Boys \| 40 \| 26 \| 11 \| 7 \| 8 \| 28 \| 24 \| +4 \| \| 5 \| RCC Kamsar P \| 36 \| 26 \| 8 \| 12 \| 6 \| 29 \| 24 \| +5 \| \| 6 \| CI Kamsar \| 35 \| 26 \| 9 \| 8 \| 9 \| 33 \| 29 \| +4 \| \| 7 \| Milo Football Club T \| 34 \| 26 \| 9 \| 7 \| 10 \| 40 \| 34 \| +6 \| \| 8 \| Wakriya Athletic Club \| 32 \| 26 \| 8 \| 8 \| 10 \| 32 \| 35 \| -3 \| \| 9 \| AS Kaloum Star \| 32 \| 26 \| 9 \| 5 \| 12 \| 23 \| 29 \| -6 \| \| 10 \| ASM Sangarédi \| 32 \| 26 \| 8 \| 8 \| 10 \| 20 \| 28 \| -8 \| \| 11 \| Loubha FC \| 31 \| 26 \| 8 \| 7 \| 11 \| 24 \| 30 \| -6 \| \| 12 \| Guinée Foot Elite P \| 31 \| 26 \| 7 \| 10 \| 9 \| 28 \| 40 \| -12 \| \| 13 \| Flamme Olympique FC \| 30 \| 26 \| 6 \| 12 \| 8 \| 22 \| 24 \| -2 \| \| 14 \| Académie SOAR \| 13 \| 26 \| 3 \| 4 \| 9 \| 14 \| 50 \| -36 \| | Qualifications africaines Ligue des champions 2025-2026 - 1er : Premier tour Coupe de la confédération 2025-2026 - 2e : Premier tour Abréviations - T : Tenant du titre - P : Promus |     |    |    |    |    |    |    |      |
| Rang | Équipe | Pts | J  | G  | N  | P  | Bp | Bc | Diff |
| 1 | Horoya AC | 55  | 26 | 16 | 7  | 3  | 40 | 13 | +27  |
| 2 | Hafia FC | 45  | 26 | 12 | 9  | 5  | 36 | 18 | +18  |
| 3 | Renaissance FC | 43  | 26 | 11 | 10 | 5  | 26 | 17 | +9   |
| 4 | AS Ashanti Golden Boys | 40  | 26 | 11 | 7  | 8  | 28 | 24 | +4   |
| 5 | RCC Kamsar P | 36  | 26 | 8  | 12 | 6  | 29 | 24 | +5   |
| 6 | CI Kamsar | 35  | 26 | 9  | 8  | 9  | 33 | 29 | +4   |
| 7 | Milo Football Club T | 34  | 26 | 9  | 7  | 10 | 40 | 34 | +6   |
| 8 | Wakriya Athletic Club | 32  | 26 | 8  | 8  | 10 | 32 | 35 | -3   |
| 9 | AS Kaloum Star | 32  | 26 | 9  | 5  | 12 | 23 | 29 | -6   |
| 10 | ASM Sangarédi | 32  | 26 | 8  | 8  | 10 | 20 | 28 | -8   |
| 11 | Loubha FC | 31  | 26 | 8  | 7  | 11 | 24 | 30 | -6   |
| 12 | Guinée Foot Elite P | 31  | 26 | 7  | 10 | 9  | 28 | 40 | -12  |
| 13 | Flamme Olympique FC | 30  | 26 | 6  | 12 | 8  | 22 | 24 | -2   |
| 14 | Académie SOAR | 13  | 26 | 3  | 4  | 9  | 14 | 50 | -36  |

- En l'absence de la Coupe de Guinée, le vice-champion Hafia FC, est qualifié pour la Coupe de la confédération 2025-2026[2].